# Daði Freyr Pétursson
Daði Freyr Pétursson (Reykjavík, 1992. június 30. –) izlandi énekes, zeneszerző. Zenekarával együtt ő képviselte volna Izlandot a 2020-as Eurovíziós Dalfesztiválon, majd ténylegesen képviselte 2021-ben.

## Életpályája
Daði Freyr Reykjavíkban született és gyermekkorát Dániában töltötte. Kilenc évesen tért vissza Izlandra, a Suðurland régióba. 2014-ben Berlinbe költözött, hogy zenét tanuljon.
2017-ben részt vett a Söngvakeppnin izlandi eurovíziós nemzeti dalválasztó versenyen Is This Love? című dalával, ahol a második helyet érte el. 2020-ban a Gagnamagnið zenekarral újra részt vett és megnyerte a műsort. 2021-ben képviselhette hazáját az Eurovíziós Dalfesztiválon a 10 Years című dalával, ahol a döntőben a negyedik helyen végzett.

## Diszkográfia

### Nagylemezek
- 2019 – & Co.
- 2023 – I Made an Album

### Kislemezek
- 2017 - Hvað með það? / Is This Love?
- 2018 - Seinni tíma vandamál
- 2018 - Skiptir ekki máli
- 2018 - Allir dagar eru Jólin með þér
- 2019 - Heyri ekki (feat. Don Tox)
- 2019 - Endurtaka mig (feat. Blaer)
- 2019 - Ég er að fíla mig (Langar ekki að hvíla mig)
- 2020 - Gagnamagnið / Think About Things
- 2020 - Where We Wanna Be
- 2021 - 10 Years

## Fordítás
- Ez a szócikk részben vagy egészben  a   Daði Freyr című német Wikipédia-szócikk fordításán alapul.  Az eredeti cikk szerkesztőit annak laptörténete sorolja fel. Ez a jelzés csupán a megfogalmazás eredetét és a szerzői jogokat jelzi, nem szolgál a cikkben szereplő információk forrásmegjelöléseként.